# David Fifita (rugby à XIII, 2000)
Pour les articles homonymes, voir David Fifita.

a Compétitions nationales et continentales officielles uniquement.

b Matchs officiels uniquement.
David Fifita, né le 25 février 2000 à Brisbane (Australie), est un joueur australien d'origine tongienne de rugby à XIII  évoluant au poste de deuxième ligne dans les années 2010 et 2020.
Natif du Queensland, issu des cultures aborigène de détroit de Torrès par sa mère et tongienne par son père, David Fifita pratique le rugby à XIII depuis son plus jeune âge. Au talent précoce, il est surclassé et fréquente de nombreuses sélections de jeunes pour le Queensland et l'Australie. Il intègre les Brisbane Broncos et fait ses débuts à seulement dix-huit ans en National Rugby League (« NRL ») en 2018. Il devient titulaire de son poste de deuxième ligne dès l'année suivante. En 2021, il s'engage aux Gold Coast Titans et fait partie des joueurs les mieux payés de NRL. Il poursuit ses bonnes performances, nommé meilleur deuxième ligne de NRL en 2023, bien que le club ne parvienne pas à se qualifier en phase finale.
Modèle de précocité en club, David Fifita l'est également en sélection. Avant ses vingt ans en 2019, il est appelé à représenter la sélection du Queensland et remporte le State of Origin en 2023. Pour l'Australie, il prend part à la Coupe du monde de rugby à neuf en 2019, mais choisit de prêter allégeance à la sélection des Tonga pour disputer la Coupe du monde en 2022.

## Palmarès
- Collectif :
  - Vainqueur du State of Origin : 2023 (Queensland).
  - Vainqueur de la Coupe du monde de rugby à neuf : 2019 (Australie).

- Individuel :
  - Élu meilleur deuxième ligne de la National Rugby League : 2023 (Gold Coast).

### Détails en club
| Saison | Saison            | Championnat | Championnat | Championnat | Championnat | Championnat | Championnat | Championnat | State of Origin | State of Origin | State of Origin | State of Origin | State of Origin | State of Origin | State of Origin | Sélection | Sélection | Sélection | Sélection | Sélection | Sélection | Sélection |
| Saison | Saison            | Comp.       | Class.      | M           | Pts         | Ess.        | Buts        | Dp.         | Ed.             | Rés.            | M               | Pts             | Ess.            | Buts            | Dp.             | Compet.   | M         | Pts       | Ess.      | Buts      | Dp.       |           |
| ------ | ----------------- | ----------- | ----------- | ----------- | ----------- | ----------- | ----------- | ----------- | --------------- | --------------- | --------------- | --------------- | --------------- | --------------- | --------------- | --------- | --------- | --------- | --------- | --------- | --------- | --------- |
| 2018   | Brisbane          | NRL         | 1er tour    | 11          | 8           | 2           | -           | -           |                 |                 |                 |                 |                 |                 |                 |           |           |           |           |           |           |           |
| 2019   | Brisbane          | NRL         | 1er tour    | 24          | 28          | 7           | -           | -           | 2019            | Perdant         | 3               | -               | -               | -               | -               |           |           |           |           |           |           |           |
| 2020   | Brisbane          | NRL         | 16e         | 9           | 16          | 4           | -           | -           |                 |                 |                 |                 |                 |                 |                 |           |           |           |           |           |           |           |
| 2021   | Gold Coast Titans | NRL         | 1er tour    | 22          | 68          | 17          | -           | -           | 2021            | Perdant         | 2               | -               | -               | -               | -               |           |           |           |           |           |           |           |
| 2022   | Gold Coast Titans | NRL         | 13e         | 18          | 28          | 7           | -           | -           |                 |                 |                 |                 |                 |                 |                 | CM        | 4         | 4         | 1         | -         | -         |           |
| 2023   | Gold Coast Titans | NRL         | 14e         | 22          | 32          | 8           | -           | -           | 2023            | Vainqueur       | 3               | 4               | 1               | -               | -               |           |           |           |           |           |           |           |
| 2024   | Gold Coast Titans | NRL         | 14e         | 20          | 16          | 4           | -           | -           |                 |                 |                 |                 |                 |                 |                 |           |           |           |           |           |           |           |
| 2025   | Gold Coast Titans | NRL         |             | 4           | 4           | 1           |             |             |                 |                 |                 |                 |                 |                 |                 |           |           |           |           |           |           |           |